# Jeremias Ratterflatter
Jeremias Ratterflatter is een videospel voor de Commodore 64 en de Commodore 128. Het spel werd uitgebracht in 1989.